# Klaus Ambrosch
Klaus Ambrosch, född 23 maj 1973, är en friidrottare från Österrike. Han deltog vid olympiska sommarspelen 2000.